# Walid Abbas
Walid Abbas Murad Yousuf al-Balooshi (arabisch وليد عباس مراد يوسف البلوشي, DMG Walīd ʿAbbās Murād Yūsuf al-Balūšī; * 11. Juni 1985 in Dubai) ist ein Fußballspieler aus den Vereinigten Arabischen Emiraten. Für die Nationalmannschaft seines Landes bestritt er bereits über 110 Länderspiele.

## Karriere

### Verein
Von 2002 bis August 2013 war er Teil der Mannschaft von al-Shabab. Danach wechselte er zu al-Ahli, wo er dann nach der Fusion mit al-Shabab auch bis heute verbleib. Insgesamt gewann er mit seinen Klubs bislang vier Mal die Meisterschaft und zwei Mal den UAE Cup.

### Nationalmannschaft
Seinen ersten bekannten Einsatz im Trikot der A-Nationalmannschaft der Vereinigten Arabischen Emirate hatte er am 27. Dezember 2008, wo er bei einem 2:2-Freundschaftsspiel gegen den Irak, eingesetzt wurde. Kurz darauf, war er ab dem nächsten Jahr dann auch bei Qualifikationsspielen zur Asienmeisterschaft 2011 sowie zur Weltmeisterschaft 2010 dabei. Sein erstes Turnier war hier dann Ende 2010 der Golfpokal 2010, wo er mit seinem Team das Halbfinale erreichte.
Im Januar 2011 gehörte er anschließend dann auch mit zum Turnierkader bei der Endrunde der Asienmeisterschaft 2011, wo er auch in allen Gruppenspielen seiner Mannschaft Einsatzzeit bekam. Nebst Einsätzen in der Qualifikation für die Weltmeisterschaft 2014, bestritt er dann auch noch ein paar Freundschaftsspiele für seine Mannschaft. So war er auch wieder beim Golfpokal 2013 dabei, bekam hier jedoch nur bei einer Gruppenpartie Spielzeit. Nach den Qualifikationspartien der Asienmeisterschaft 2015 und weiterer Freundschaftsspiele, folgte dann auch schon der Golfpokal 2014, wo er diesmal wieder mehr Einsätze bekam und mit seiner Mannschaft am Ende auf dem dritten Platz landete.
Bei der Endrunde der Asienmeisterschaft 2015 war er dann auch wieder im Kader dabei und kam in allen Spielen seiner Mannschaft, bis auf das Viertelfinale, zum Einsatz. Am Ende erreichte er mit seinen Mitspielern hier auch ebenfalls den dritten Platz. In den folgenden Jahren war er dann nebst Freundschaftsspielen, in sehr vielen Partien der Qualifikation für die Weltmeisterschaft 2018 im Einsatz. Sein nächstes Turnier war somit dann erst die Asienmeisterschaft 2019, wo seiner Mannschaft als Gastgeber agierte und bis ins Halbfinale kam. Er selbst, wurde aber nur im Viertel- als auch eben diesem Halbfinale eingesetzt.
Nur wenige Monate danach folgten für ihn dann auch noch zahlreiche Spiele in der Qualifikation für die Weltmeisterschaft 2022. Welche Ende 2011 dann noch kurz von dem Arabien-Pokal 2021 unterbrochen wurden, bei welchem er mit seiner Mannschaft aber auch in der Gruppenphase bereits ausschied. Seine bislang letzten Einsätze waren beim Golfpokal 2023, wo er wieder in allen Partien seiner Mannschaft zum Einsatz kam.